# تيم كلارك (فارس)
تيم كلارك هو فارس صيني، ولد في 1 أغسطس 1986.